# Landbouwplastic
Met landbouwplastic wordt stevig dun plasticfolie bedoeld. Deze folie is een lagedichtheidpolyetheen (LDPE), een thermoplast gemaakt uit aardolie.
In de landbouw wordt dit onder andere gebruikt om de geoogste gewassen tegen regen te beschermen.
LDPE wordt ook gebruikt om gemaaid gras in te verpakken, dat later als wintervoer (kuilgras) voor het vee wordt gebruikt. Ook in de bouw heeft het veel toepassingen. Zoals afdekfolie voor bouwmateriaal, dampdichte folie in bouwonderdelen, tijdelijke afdichtingen, als bodemafdichting onder niet constructieve betonvloeren enz.